# Jean-François Senault
Pour les articles homonymes, voir Senault.
Jean-François Senault (Anvers, 1604 ou 1599 - 1672), est un prédicateur français, supérieur général de l'Oratoire de Jésus. 

## Biographie
Il est le fils de Pierre Senault, secrétaire du roi, commis au greffe du Parlement de Paris et l'un des Seize sous la Ligue. Montrant autant de modération et de douceur que son père est fougueux et emporté, il fait ses premières études à Douai, puis vient les continuer à Paris. Touché de sa modestie et de sa piété, le Père de Berulle, fondateur de l'Oratoire de Jésus, l'attire, en 1618, dans sa congrégation naissante. Senault en sort au bout de cinq ans ; mais, s'étant attaché de nouveau, en qualité d'aumônier, au Père de Berulle, devenu cardinal, il y rentre en 1628. Ses supérieurs l'engagent à se vouer au ministère de la prédication. Il s'y prépare durant quinze années entières par une étude approfondie de la théologie, de l'Écriture et des Pères. Il joint à cette étude la lecture des meilleurs auteurs que peut lui offrir alors la littérature française et surtout celle d'Amyot, qui, malgré son français déjà vieilli, lui apprend à former ses phrases et ses périodes. 
Après s'être ainsi muni d'un grand fonds de doctrine, il prêche quarante stations dans les principales églises de la capitale et des provinces. Ses sermons, écrits avec beaucoup d'ordre, de pureté et de goût, lui méritent les applaudissements de tout ce qu'il y a de plus distingué à la cour et à la ville. Il est un de ceux qui ont le plus contribué à purger la chaire de ce défaut de méthode, de ce vain étalage d'érudition profane et de ce langage confus qui la déshonoraient, et, le premier, il introduit dans les sermons des divisions, jusqu'alors inconnues. Les talents oratoires sont relevés en lui par tous les avantages extérieurs. Une belle prestance, un port grave, un air majestueux, une voix nette et sonore, des gestes nobles et réglés en faisaient un véritable orateur. Ce fut avec de tels avantages qu'il ouvre la carrière des grands prédicateurs du XVIIIe siècle, qui, en le surpassant, ne l'ont pas fait oublier. 
Sa réputation inspire à plusieurs prédicateurs de son temps, incapables de composer eux-mêmes des sermons, le désir de se procurer les siens. Parvenus à en faire transcrire plusieurs pendant qu'il les prêchait, en apostant des copistes au bas de la chaire, ils se mettent à les débiter, soit dans les églises les moins fréquentées de Paris, soit dans celles des provinces. C'est ainsi qu'à Clermont il se voit obligé de changer la forme d'un avent, par un travail forcé, qui lui cause une grave maladie, parce qu'un religieux l'y avait prêché l'année précédente. 
Pour n'être plus exposé à un pareil inconvénient, il compose des doubles stations, précaution qui lui est très utile à Bourges, à Marseille et à Toulouse. Pendant qu'il est supérieur du séminaire Saint-Magloire, le Père Senault s'applique à former, dans la carrière qu'il a parcourue avec tant de distinction, de jeunes ecclésiastiques, parmi lesquels on compte Mascaron, l'abbé de Fromentières, les Pères Hubert, la Roche, etc. Le Père Bourgoin, supérieur général de l'Oratoire, étant mort en 1662, Senault est choisi pour lui succéder, et ses confrères n'ont aucun égard aux représentations qu'il fait pour refuser cet honneur. La confiance qu'il inspire dans l'exercice de ces honorables fonctions est aussi générale que les suffrages qui l'ont placé à la tête de son ordre ont été unanimes, et il administre avec tant de bienveillance qu'il est appelé «les délices de la congrégation». Dix ans après avoir revêtu de la dignité de supérieur général, il est frappé d'une attaque d'apoplexie, dont il meurt le 3 août 1672. 

L'abbé de Fromentières, son disciple, depuis évêque d'Aire, prononce son oraison funèbre, qui est imprimée après avoir subi quelques suppressions ordonnées par la cour. Le Père Senault n'a jamais voulu accepter ni pensions ni bénéfices, bien qu'on lui en ait offert souvent avec instance. Il refuse plusieurs fois la dignité épiscopale, et il répond un jour à la reine mère, qui le presse d'accepter un brevet pour le premier évêché considérable qui viendrait à vaquer : 

« Je vous déclare, madame, qu'à l'âge que j'ai, bien loin d'être disposé à sortir de l'Oratoire pour mourir évêque, si j'étais évêque, je quitterais mon évêché pour avoir la consolation de mourir dans l'Oratoire. »

 C'est par un tel désintéressement qu'il conserve toujours la liberté de son ministère et qu'il dit quelquefois des vérités peu agréables aux courtisans, sans jamais compromettre la dignité du caractère dont il est revêtu. Instruit que les dames de la cour, sans en excepter la reine mère, ne se font point scrupule d'aller à la comédie et au bal, les jours même où elles se sont approchées de la sainte table, il ne craint point de s'exprimer avec force, en chaire et en leur présence, contre un pareil scandale. Les courtisans ne manquent pas de relever devant Anne d'Autriche la hardiesse du prédicateur. Mais cette princesse, qui a une estime particulière pour le Père Senault, le remercie le lendemain de lui avoir fait connaître une faute dont on ne lui a jamais parlé. Elle promet de s'en corriger, et elle tient parole. 
On a lieu d'être surpris que ce prédicateur, qui a publié tant d'ouvrages sur toutes sortes de sujets, n'ait fait imprimer aucun de ses sermons de morale et de ses discours sur les mystères, qui ont été le principal fondement de sa réputation. On n'en a trouvé après sa mort que des abrégés écrits de sa main, mais hors d'état d'être mis au jour.

## Publications
- Panégyriques des saints, Paris, 1656, 1657 et 1658, vol. in-4° ; réimprimés in-8°. Ces panégyriques sont supérieurs à tout ce qui avait été composé jusqu'alors dans ce genre ; mais ils manquent d'élévation et de mouvement, et le style se ressent trop du temps où ils ont été composés. L'épître dédicatoire à la reine Anne d'Autriche est remarquable, en ce qu'il y demande grâce pour certains faits apocryphes qu'il y rapporte, n'ayant pas cru, dit-il, en parlant au peuple, devoir combattre ses préjugés, de peur d'affaiblir sa dévotion. Le P. Senault avait prononcé un assez grand nombre d'oraisons funèbres, qui furent imprimées séparément : elles eurent du succès dans le temps ; mais elles ne sauraient soutenir le parallèle avec les chefs-d'œuvre de Bossuet, de Fléchier, ni même avec quelques-unes de Mascaron. Celles de Marie de Médicis et de Louis XIII présentaient des sujets difficiles à traiter : il s'en tira avec beaucoup d'adresse. L'épître dédicatoire à Gaston d'Orléans est un modèle de délicatesse, à une époque où il était si dangereux de parler des affaires d'État sans se compromettre avec l'un ou l'autre des deux partis qui divisaient la cour.
- Un traité De l'usage des passions, Paris, 1641, in-4°, souvent réimprimé sous différents formats et traduit en anglais, en allemand, en italien et en espagnol. Cet ouvrage est divisé en deux parties, dont la première traite des passions en général et la dernière de chacune en particulier.
- Paraphrases sur Job, Paris, 1637. Ce livre, bien écrit et digne d'un philosophe chrétien, est le premier qui soit sorti de la plume du P. Senault. Il eut neuf éditions, dont la neuvième est de Rouen ;
- L'Homme criminel, ou la Corruption de la nature par le péché, Paris, 1644 ;
- l'Homme chrétien, ou la Réparation de la nature par la grâce, Paris, 1648, in-4°. L'auteur, après avoir exposé les misères de l'homme dans le traité précédent, lui offre dans celui-ci les consolations et les ressources de la grâce.
- Plusieurs vies de personnes distinguées par leur éminente piété.

Il existe une vie manuscrite de Senault, par le garde des sceaux Michel de Marillac, son ami.

## Source
« Jean-François Senault », dans Louis-Gabriel Michaud, Biographie universelle ancienne et moderne : histoire par ordre alphabétique de la vie publique et privée de tous les hommes avec la collaboration de plus de 300 savants et littérateurs français ou étrangers, 2e édition, 1843-1865 [détail de l’édition]